# Cabreros del Río
Cabreros del Río – gmina w Hiszpanii, w prowincji León, w Kastylii i León, o powierzchni 24,77 km². W 2011 roku gmina liczyła 460 mieszkańców.